# R2 Eesti müügitabel
A R2 Eesti müügitabel foi uma tabela musical da Estônia publicada semanalmente pela Raadio 2 contendo os dez álbuns mais vendidos do país. 
Ela foi inaugurada em 2007 sob o nome Eesti albumimüügitabelis de forma não oficial até ser adotada pela Raadio 2 em 2008, que passou a publicá-la periodicamente. A lista era baseada em dados das lojas locais Lasering, Apollo e Prisma, sendo também divulgada no jornal Eesti Ekspress como R2 Eesti plaadiedetabel. A tabela deixou de ser publicada em 2014.